# Padre Antônio Maria
Padre Antônio Maria, nome adotado por Antônio Moreira Borges (Rio de Janeiro, 17 de agosto de 1945), é um sacerdote católico e cantor brasileiro, tendo se apresentado em duetos com Roberto Carlos, Agnaldo Rayol e Ângela Maria, bem como realizado uma apresentação para o então Papa João Paulo II.

## Biografia

### Anos iniciais
Filho de Portugueses, que chegaram ao Brasil em meados de 1928, o casal Francisco e Mavília, se estabeleceram no bairro de Magalhães Bastos no Subúrbio Carioca, e tiveram 5 filhos, porém 2 chegaram a falecer antes de 1 ano de idade, os outros 3, eram Carmelina, Eduardo e Antonio.
Antonio e sua família tiveram uma vida humilde, moraram com a avó Maria e o avô Manuel, até que em 1948, eles terminaram de construir um lar. Antonio estudou no Colégio Rosa da Fonseca.

### Sacerdócio
Segundo o Padre Antônio Maria, ele diz é “metade brasileiro, metade português”, nasceu no Rio de Janeiro de pais portugueses e trabalhou em seus primeiros anos como padre em Portugal.
Ficou por muitos anos à frente das Obras do Amor Maior, do Centro Educacional Catarina Kentenich, com sede no Jaraguá em São Paulo.

### Atualidade
Atualmente, está seguindo para uma nova missão, depois de passar recluso cerca de um ano no México, em período sabático.
| “ | “Neste tempo que fiquei no México, tive a oportunidade de refletir muito na minha vida. Eu fundei uma comunidade jovem há 10 anos, que precisa da minha presença. São irmãs que têm a missão de cuidar de crianças, e de sacerdotes necessitados. Eu achei por bem deixar a Congregação na qual pertencia para me dedicar mais a esta Congregação fundada por mim”, diz o padre citando ainda outras Fundações que virão no futuro. | ” |

Como padre, que fez voto de pobreza e portanto não dispõe de instituições em seu nome, a própria Congregação assumiu toda a obra do orfanato, onde o Pe. Antonio Maria tem três filhos adotivos. Agora, o padre mora em Extrema, Minas Gerais, ou em Jacareí, em São Paulo, onde as irmãs do novo projeto trabalham na construção de um Convento. “Claro que humanamente falando, eu sinto saudades, mas Deus está preenchendo com outras obras que estamos fazendo”, afirmou ao Mundo Lusíada.

Apesar das mudanças, o padre segue contando com a amizade e o carinho da comunidade portuguesa, em especial do ABC, onde participou do almoço comemorativo de aniversário.
| “ | “Estive um tempo longe, no México fazendo o meu Sabático, que é um tempo de reciclagem, e estou muito feliz por voltar justo no dia dos 25 anos desta casa. Toda festa e todo jubileu é uma recordação mas é uma renovação. Eu vim recordar todo o amor que sempre recebi aqui, toda ajuda que recebi para as obras de Deus dirigidas por mim, e quero renovar meu amor e gratidão a esta casa, a estes meus irmãos portugueses”. | ” |

O Pe. Antonio Maria trabalha, a partir de então, na Fundação Filhas de Maria – Servas dos Pequeninos, tendo sua casa-mãe em Minas Gerais, e filiais em outros estados.